# European Journalism Training Association
De European Journalism Training Association (EJTA) of Europese Vereniging van Journalistieke Opleidingen is een formeel netwerk van erkende Europese opleidingen journalistiek dat streeft naar samenwerking en uitwisseling van studenten en docenten tussen de aangesloten opleidingen. Binnen het netwerk worden internationale projecten opgezet en onderwijsprogramma's verzorgd. Verder organiseert EJTA conferenties om discussie over belangrijke journalistieke vraagstukken te stimuleren. Beoogd wordt het journalistieke onderwijs in Europa te verbeteren door ideeën en informatie uit te wisselen.
De non-profitorganisatie werd in 1990 in Brussel opgericht en is statutair in Nederland gevestigd. Het secretariaat bevindt zich in Mechelen. Er zijn meer dan 55 aangesloten lid-organisaties uit 25 landen, zowel uit West- als Oost-Europa.
Elk jaar in mei of juni houdt EJTA haar jaarlijkse algemene vergadering, de AGM. Ook de jaarlijkse conferentie (Annual Conference) wordt dan georganiseerd. Sinds 2014 is er ook een jaarlijkse conferentie van docenten.

## De Verklaring van Tartu
Op de jaarlijkse algemene vergadering in Tartu (Estland) in 2006 heeft EJTA de Verklaring van Tartu opgesteld, die is geactualiseerd in 2013. Deze verklaring formuleert de beginselen die EJTA-leden moeten handhaven bij de opleiding van hun studenten en deelnemers. Verder zijn er tien "competenties", die elk bestaan uit vijf onderdelen. Elke lid-organisatie moet deze verklaring tekenen en toepassen voordat toetreding mogelijk is. EJTA verlangt dus dat de instellingen volgens de vooropgestelde beginselen handelen en de tien competenties onder de knie hebben.

## Mobiliteitscatalogus
Een project van EJTA is de mobiliteitscatalogus. De studenten journalistiek kunnen hiervan gebruikmaken als ze een geschikte plaats willen vinden om te studeren in een ander Europees land. In de catalogus kunnen programma's, instellingen, contactpersonen en toelatingsvoorwaarden gevonden worden.

## Aangesloten organisaties
Albanië
- Instituti Shqiptar i Medias(Albanian Media Institute)

België
- Arteveldehogeschool
- ARTESIS Plantijn Hogeschool
- Erasmus Hogeschool Brussel
- Hogeschool West-Vlaanderen / HOWEST
- Institut des Hautes Études des Communications Sociales
- PXL Hogeschool Limburg
- Thomas More Mechelen - Antwerpen

Bulgarije
- Universiteit van Sofia

Denemarken
- Deense School voor Media en Journalistiek
- Universiteit van Zuid-Denemarken (CfJ)

Duitsland
- Akademie für Publizistik
- Deutsche Journalistenschule
- Hochschule Bonn-Rhein-Sieg University for Applied Sciences
- Jade Universiteit voor Toegepaste Wetenschappen Instituut voor Media Management en Journalistiek
- Kölner Journalistenschule für Politik und Wirtschaft

Estland
- Universiteit van Tartu

Finland
- Haaga-Helia Universiteit voor Toegepaste Wetenschappen
- Turku Universiteit voor Toegepaste Wetenschappen
- Universiteit van Helsinki
- Universiteit van Jyväskylä
- Universiteit Tampere

Frankrijk
- Centre Formation des Journalistes (CFJ)
- École Supérieure de Journalisme de Paris
- FNSP (Science-Po – École de Journalisme)
- Université Paris-Dauphine (IPJ)

Georgië
- Georgian Institute of Public Affairs, Caucasus School of Journalism and Media Management

Griekenland
- Aristoteles-universiteit van Thessaloniki

Ierland
- Dublin Institute of Technology

Italië
- Katholieke Universiteit van Milaan (Università Cattolica del Sacro Cuore)
- Universiteit van Milaan

Macedonië
- School voor Journalistiek en Public Relations

Nederland
- Christelijke Hogeschool Ede
- European Journalism Centre
- Fontys Hogeschool Journalistiek
- Hogeschool Utrecht
- Hogeschool Windesheim

Noorwegen
- Oslo en Akershus Universiteit, College voor Toegepaste Wetenschappen

Oostenrijk
- Zentrum für Journalismus und Kommunikationsmanagement, Donau-Universität
- Kuratorium für Journalistenausbildung

Portugal
- Centro Protocolar de Formação Profissional para Jornalistas

Roemenië
- Babeș-Bolyaiuniversiteit

Rusland
- Federal State Autonomous Educational Institution for Higher Professional Education “North-Caucasus Federal University”
- M.V. Lomonosov Moscow State University

Spanje
- Escuela de Periodismo UAM - El País
- Mondragon University (HUHEZI)

Turkije
- Anadolu Üniversitesi
- Istanbul Bilgi University

Verenigd Koninkrijk
- Birmingham School of Media at Birmingham City University
- City University London
- Coventry University
- University of Lincoln

Zweden
- Universiteit van Göteborg
- Linnaeus Universiteit
- Södertörn Universiteit
- Universiteit van Stockholm

Zwitserland
- MAZ – Die Schweizer Journalistenschule
- Zürcher Hochschule für Angewandte Wissenschaften (IAM Institut für Angewandte Medienwissenschaft)